# Quella pace gradita
Cette paix bienfaisante
Quella pace gradita (H.610), est une cantate de chambre du compositeur italien Alessandro Scarlatti, composée pour voix de soprano, flûte à bec, violon, violoncelle et basse continue. La date de composition, ainsi que l'auteur du texte, sont inconnus.

## Présentation
Quella pace gradita… (« Cette paix bienfaisante, qui ne demeure plus dans ma poitrine… »), fait partie des 72 titres, parmi les 820 cantates de chambre attribuées à Scarlatti, qui nécessitent un effectif inhabituel : ici la flûte à bec, violon, violoncelle obligé et continuo. Pour l'essentiel, la tessiture de la flûte à bec est curieusement plus basse que celle du violon, alors que l'instrument est généralement doté de la voix la plus aiguë. Dans la dernière aria, Teco ò mesta Tortorella (« Avec toi, ô triste tourterelle… »), la flûte joue ainsi, créant une sorte de roucoulement imitant la tourterelle évoquée dans le poème. Ces particularités sont l'exemple type de l'inventivité dont fait preuve le compositeur dans sa production de cantates de chambre.
Le thème de la poésie est classique : la souffrance que provoque la séparation de la bien-aimée, puis la consolation
et le réconfort qu’apporte la nature aux amants... En tout point conforme aux idéaux de l'Académie d'Arcadie et de ses membres, un auditoire de connaisseurs, pour lesquelles la cantate est sans doute composée.
La forme de la cantate est classiquement une alternance de récitatifs et d'arias. La Sinfonia instrumentale, notée Andante, convie les cordes et la flûte à bec, créant un tissu à quatre voix dans un style ancien, quasiment dans l'esprit du consort. La forme de la cantate est R–A–R–A–R–A et chaque aria utilise le da capo, c'est-à-dire la répétition de la première section. Les deux premières arias — Crudel tiranno amore (« Amour cruel et tyran ») et Care selve, soggiorni di quiete (« Chers bois, séjour tranquille ») — sont accompagnées par un ensemble réduit, mais une ritournelle, avec tous les instruments concluant le mouvement, présente une synthèse du matériel musical antérieur.

## Structure
Cantata a voce sola con violino e flauto
- Sinfonia
- Quella pace gradita, ch’or non alberga (récitativo)
- Crudel tiranno amore (aria)
- O voi Selve beate, che nel sen racchiudete (récitativo)
- Care selve, soggiorni di quiete (aria)
- Lungi da me, tiranno Amore (récitativo)
- Teco, o mesta tortorella, viver voglio in compagnia (aria)

Durée : environ 19 minutes.

## Texte
Premier récitatif et aria.
« [Recitativo] Quella pace gradita, 

ch’or non alberga più dentro al mio seno

fa’ che la propria vita 

odio ed abborro; Amor tu sai s’io peno, 

e se penai la serie di tant’anni;

Ma ne raccolsi sol messe d’affanni.

Or questa pover’ Alma, 

che stanca è di soffrir, cerca la calma.

[Aria] Crudel tiranno amore, 

non più tormenti, nò, 

non tante pene.

Che stanco questo core 

soffrir già più non può

tante catene. »

## Manuscrits
- Münster, Santini-Bibliothek, D-MÜs (Hs 864/2 fos 5-15v) (RISM 451002571) — autographe
- Münster, Santini-Bibliothek, D-MÜs (Hs 3921, parties) (RISM 451023498)

## Édition moderne
- Quella pace gradita, éd. Douglas Deitemyer, King's Music 1997 (OCLC 44831860)
- Quella pace gradita, éd. Alejandro Garri ; réalisation du continuo de Kent Carlson, Mühlheim, Garri Editions, 2004 (BNF 40029644)

## Discographie
- Cantates de chambre. Quella pace gradita (H.610) - Nancy Argenta, Chandos Baroque Players (février 1989, EMI 7 541176 2)[4] (OCLC 24686781) — avec Là dove a Mergellina (H.356) ; Cantata pastorale per la natività di Nostro Signore Gesù Cristo (H.488) ;  ; Hor che di Febo
- Cantate e sonate. Quella pace gradita (H.610) - Enrica Mari, soprano ; Ensemble Fête Rustique : Silvia Colli, violon ; Walter Mammarella, clavecin ; dir. Giorgio Matteoli et flûte (5-8 juillet 1996, Agorá AG 071.1) (OCLC 40931313)
- Bella Napoli. Quella pace gradita (H.610) - Ensemble Baccano : Tuuli Lindeberg, soprano ; Hanna Haapamäki, flûte à bec ; Mervi Kinnarinen, violon ; Jussi Seppänen, violoncelle ; Eero Palviainen, luth et guitare ; Markku Mäkinen, clavecin (novembre 2008, Alba ABCD 315) (OCLC 773190136) — avec des œuvres de Francesco Mancini, Domenico Scarlatti, Giuseppe Porsile et Nicola Porpora
- Cantates et musique de chambre. Quella pace gradita (H.610) - Clara Rottsolk, soprano (19–21 novembre 2009, Chandos) (OCLC 905270900) — avec Tu sei quella che al nome (« Bella dama di nome santa ») (H.743) ; Bella, s'io t'amo (H.62) ; Non so qual più m’ingombra (H.476)